# کاروانسرای گلو سفته
کاروانسرای گلو سفته مربوط به دوره قاجار است و در ۳۰ کیلومتری بردسیر، درمسیرجاده بردسیربه سیرجان واقع شده و این اثر در تاریخ ۹ فروردین ۱۳۷۸ با شمارهٔ ثبت ۲۲۸۳ به‌عنوان یکی از آثار ملی ایران به ثبت رسیده است.